# Theodor von Dufving
Theodor von Dufving [Theoderich Heinrich August Wilhelm von Dufving] (1907 – 2001) va ser un oficial alemany nazi de la Wehrmacht
El maig de 1945 ell va ser un dels darrers alemanys en entrar al Führerbunker, poc després de la mort d'Adolf Hitler.
Durant la batalla de Berlín, Dufving va tornar a ser el cap militar del General Helmuth Weidling. L'1 de maig de 1945, després del suïcidi de Hitler del 30 d'abril, el nou Canceller Joseph Goebbels va enviar a l general Hans Krebs i a Dufving, sota la bandera blanca, a lliurar una carta al general soviètic Vasily Chuikov.
Aquesta carta contenia els termes de la rendició que eren acceptables per a Goebbels. Però les soviètics només acceptaven una rendició incondicional i no es va arribar a un acord. Goebbels i Krebs es van suïcidar poc després.
L'endemà, Dufving va ser enviat pel General Weidling per a trobar-se amb el General Chuikov.
A les 5:55 a.m. del 2 de maig de 1945, Dufving, Hans Refior, Siegfried Knappe i un Major alemany dirigiren una columna d'uns 100 soldats alemanys al final del carrer Bendlerstrasse. Els soviètics els estaven esperant a l'altra banda del canal Landwehr on van ser fets presoners.
Weidling ova ordenar Knappe mecanografiar una ordre dirigida a les tropes alemanyes de Berlín per aturar tota forma de resistència.
Dufving va ser presoner dels russos durant alguns anys.
El febrer de 1949, quan Dufving encara era presoner, proporcionà testimoni respecte al suec Raoul Wallenberg al qual va trobar a Vorkuta, de camí cap al camp de Kirov.